# Natale Mosconi
Natale Mosconi (Soresina, 26 dicembre 1904 – Ferrara, 27 settembre 1988) è stato un arcivescovo cattolico italiano.

## Biografia
Nato a Soresina, in provincia e diocesi di Cremona, il 26 dicembre 1904, studia presso il seminario diocesano, dove entra nel 1918 per gli studi ginnasiali superiori.

### Ministero presbiterale
Viene ordinato presbitero il 2 aprile 1927 dal vescovo Giovanni Cazzani e prosegue gli studi presso l'Università Cattolica del Sacro Cuore, ottenendo la laurea in lettere e filosofia. In diocesi svolge il ministero come insegnante di storia e letteratura italiana, prima, e storia ecclesiastica, poi, presso il seminario diocesano ed educatore presso l'oratorio, da lui fondato, che verrà poi nominato Casa per la gioventù della periferia. Dopo aver svolto il proprio ministero pastorale a Borgo Loreto e Picenengo, diviene vicario parrocchiale della chiesa di Sant'Imerio e Clemente in Cremona, dove rimane fino al 1938. e segretario della giunta diocesana di Azione Cattolica. Dal 1936 al 1939 è direttore del settimanale diocesano La Vita Cattolica e, poi, parroco della parrocchia di Sant'Abbondio in Cremona.
Inoltre, nel corso del suo ministero, è docente di religione presso il liceo classico di Cremona, primo assistente della Federazione universitaria cattolica italiana e del Gruppo Laureati della diocesi. Per un triennio poi è presidente degli studi e dell'insegnamento presso l'istituto magistrale Canossa e, infine, viene nominato, in occasione del sinodo diocesano, primo esaminatore sinodale. Tra le sue opere principali c'è: la monografia sul vescovo Cesare Speciano, premiato dall'Accademia d'Italia; i quattro volumi di storia della Chiesa; la collana di Itinerarii edita dal Pizzorni; il ciclo di lezioni sulla Chiesa nel Rinascimento e nel Risorgimento.

### Ministero episcopale
Il 28 maggio 1951 è eletto vescovo di Comacchio; succede a Paolo Babini, nominato nell'ottobre precedente vescovo di Forlì.
Il 17 giugno 1951 è consacrato vescovo, presso il duomo di Cremona, dall'arcivescovo Giovanni Cazzani, arcivescovo-vescovo di Cremona, e dai co-consacranti Ambrogio Squintani, vescovo di Ascoli Piceno, e Paolo Rota, vescovo titolare di Memfi ed ausiliare di Cremona.
Il 5 agosto 1954 è trasferito presso l'arcidiocesi di Ferrara; succede a Ruggero Bovelli, deceduto il 9 giugno dello stesso anno.
Si dimostra subito un personaggio impetuoso e passionale, un personaggio all'antica, ma non vecchio; dall'altra parte è sempre pronto a un sorriso e alla battuta scherzosa.
Nel 1976 si dimette dall'incarico, ma resta a Ferrara fino alla morte, avvenuta nel primo pomeriggio del 27 settembre 1988, dopo giorni di grave malattia; le esequie vengono celebrate, alla presenza di tutti i vescovi dell'Emilia-Romagna, presso la cattedrale di San Giorgio in Ferrara, dal cardinale Giacomo Biffi, allora arcivescovo metropolita di Bologna.
Legatissimo alla sua terra, viene sepolto, secondo le sue volontà, nella cappella di famiglia presso il cimitero di Soresina, sua città natale, dopo una cerimonia funebre presso la chiesa di San Siro, presieduta dal vescovo Enrico Assi.

## Genealogia episcopale
- Cardinale Scipione Rebiba
- Cardinale Giulio Antonio Santori
- Cardinale Girolamo Bernerio
- Arcivescovo Galeazzo Sanvitale
- Cardinale Ludovico Ludovisi
- Cardinale Luigi Caetani
- Cardinale Ulderico Carpegna
- Cardinale Paluzzo Paluzzi Altieri degli Albertoni
- Papa Benedetto XIII
- Papa Benedetto XIV
- Papa Clemente XIII
- Cardinale Marcantonio Colonna
- Cardinale Giacinto Sigismondo Gerdil
- Cardinale Giulio Maria della Somaglia
- Cardinale Carlo Odescalchi
- Cardinale Costantino Patrizi Naro
- Cardinale Lucido Maria Parocchi
- Cardinale Agostino Gaetano Riboldi
- Vescovo Francesco Ciceri
- Arcivescovo Giovanni Cazzani
- Arcivescovo Natale Mosconi